# Сан Мартино (Империја)
Сан Мартино је насеље у Италији у округу Империја, региону Лигурија.
Према процени из 2011. у насељу је живело 46 становника. Насеље се налази на надморској висини од 413 м.